# Sena Inami
Sena Inami (japanisch 井波 靖奈 Inami Sena; * 25. Juni 1992 in Kanazawa) ist ein ehemaliger japanischer Fußballspieler.

## Karriere
Inami erlernte das Fußballspielen in der Jugendmannschaft von Sanfrecce Hiroshima. Seinen ersten Vertrag unterschrieb er 2011 bei Sanfrecce Hiroshima. Der Verein spielte in der höchsten Liga des Landes, der J1 League. Mit dem Verein wurde er 2012 und 2013 japanischer Meister. Für den Verein absolvierte er fünf Erstligaspiele. 2014 wechselte er zum Zweitligisten V-Varen Nagasaki. 2015 wechselte er zum Ligakonkurrenten Júbilo Iwata. Ende 2015 beendete er seine Karriere als Fußballspieler.

## Erfolge
Sanfrecce Hiroshima
- J1 League

Meister: 2012, 2013
- Kaiserpokal

Finalist: 2013